# Novoberezanski
Novoberezanski - Новоберезанский (rus) és un possiólok al krai de Krasnodar, a Rússia. Es troba a les terres baixes de Kuban-Azov, al sud del riu Beissug. És a 25 km al nord de Korenovsk i a 83 km al nord-est de Krasnodar. Pertanyen a aquest possiólok els possiolki de Pestxani, Komsomolski, Bratski, Razdolni, Privolni, Proletarski i Anapski.